# 梁振英大宅僭建風波
梁振英大宅僭建風波是指2012年6月，《明报》揭发當時身為候任香港行政長官的梁振英名下大宅出現多處僭建物，曝光及后续情事引起香港社会轩然大波。
2012年6月21日，《明報》揭發梁振英在山頂貝璐道4號裕熙園的居所僭建了一個面積約110平方呎的三邊密封玻璃棚。而此與他在2011年5月向傳媒公開表示曾諮詢過兩名專業人士「確認山頂大宅沒有僭建物」的說法不一致。身為產業測量師的梁振英承認將原來的木花棚改建為金屬加玻璃結構，沒有向屋宇署入則申請，是無心之失，並即日清拆乾淨。其後，《明報》翻查地政總署拍攝的高空圖片顯示，木花棚於2000年9月（即收樓後3個月）仍未出現，與購入大宅前已有木花棚的說法不符。梁振英得知地政總署的「天眼」後，延至11月才再回應。梁振英認為他「記錯」，將4號及5號屋混淆，上手業主留下的花架可能是在4號屋，而5號屋並沒有上手業主留下的花架。但梁在同一份聲明指，在買入後曾在4及5號屋各搭建一個木花架。
2012年6月22日，屋宇署指出裕熙園4、5號屋僭建多達6處，包括雜物房、車位上蓋和一個200呎的地庫等，實用面積共約500呎。梁解釋僭建物在購入大宅前已存在，並不知道此等是僭建物，堅持自己只是疏忽，並無隱瞞及不涉誠信問題。2012年6月29日，梁宅發展商劉耀柱接受香港商業電台訪問，承認修建地下室和大閘，同時不肯正面回答有否僭建木花棚：「如果我答有，我騙你」。
《蘋果日報》對比多年前的相片，發現梁多次改動有關僭建物，加上有線電視發現梁的買賣協議內有「放棄追究僭建」條款，使到梁振英的誠信受質疑，引來大眾的議論、傳媒連日來的吊雞車追訪、網民惡搞，以及被泛民要求下台。
2012年11月23日，梁振英發書面聲明交代僭建，承認2011年10月發現地下低層有「200呎」的空間（屋宇署證實為323呎），一個月後以磚牆密封僭建地下室。此前，候任特首辦否認存在此僭建。梁指圍封僭建時「並無任何人查詢他家中的僭建問題」，所以沒有主動公開。屋宇署曾4次發信催促梁振英，要求提供該道牆的構造及建造目的。
2012年12月10日，梁振英在立法會答問會上發表：「主席，這個有個事實上的問題，我記憶中我沒說過我沒有僭建。」他的言論引起社會強烈的反彈，不少人要求他下台。

## 僭建物

### 山頂大宅
- 車位上蓋圍封
- 5號屋車位下方約200平方呎的地下室
- 約40平方呎的雜物房
- 5號屋玻璃棚
- 4號屋葡萄架
- 屋前的大閘
- 4號屋屋外車路下30平方米的第二個地下室

實用面積共約807呎，相當於兩個5人香港公屋單位。

### 赤柱大宅
梁振英及屋宇署自2000年起一直未有回覆面積及位置等詳情。

## 疑點

### 赤柱大屋有否2000呎密室
- 梁振英與妻子以公司Lotvest Ltd.名義持有赤柱大宅，他於85年遷入，至99年搬到山頂寓所，現作收租之用。
- 《壹週刊》於2012年11月29日報道，一名自稱當年參與赤柱大宅改建的工人指，赤柱單位僭建了2,000呎密室，內有兒童遊樂場，並指梁振英曾監工。由於有關密室是向山坡挖掘而成，從外難以察覺。
- 報道指梁振英一直辯稱單位僭建物是上手業主留下，但按87年的地政總署衛星圖片顯示，單位的密封走廊還未存在，但92年及2000年的衛星圖片中，則清晰可見該密封走廊，顯示是在梁振英入住後才出現。[14]
- 傳媒人蕭若元的姐姐蕭若慈憶述指95、96年一天暴雨後，目睹有多輛泥頭車進出，全是清理梁振英單位內的泥頭，懷疑是密室泥頭塌陷造成。[15]

#### 誰僭建、何時知道是僭建
- 2000年，梁振英對傳媒指，買入時已知道上手業主留下僭建。但梁2012年12月10日在立法會稱指，搬離後（99年）接到屋宇署通知有僭建。
- 屋宇署2012年12月14日的聲明指，2000年首次視察時，業主委任的認可人士已開始清拆僭建，所以屋宇署不知悉僭建物的用途及面積。[16]

### 第二個地下室
- 2012年6月25日，《蘋果日報》懷疑4號屋有一個200呎的地下僭建空間，候任特首辦否認存在此僭建[17]，梁振英在整場特首選舉亦沒有提及。
- 當時屋宇署回應指沒有發現僭建地下工人房，同時沒有提及發現了空心牆。
- 6月28日，《蘋果》追問，屋宇署人員有否發現有一面較新的牆壁，且敲打時聲音呈空心，又有否較高級職員指無須跟進。（空心牆的存在延至11月才獲屋宇署確認，有沒有人勸止跟進調查則未獲回應）[18]。
- 梁振英在2012年11月23日發書面聲明交代僭建時，承認在2011年10月發現地下低層有「200呎」的擴建樓面（後來屋宇署證實為323呎），一個月後以磚牆密封僭建地下室。
- 至於2012年6月接受傳媒查詢時否認存在僭建地庫，梁振英在11月26日晚解釋稱「當時已經處理了，就是無僭建」。梁又指圍封僭建時「並無任何人查詢他家中的僭建問題」，所以沒有主動公開。[19]
- 11月27日，屋宇署首次透露早在六月已發現上述磚牆。聲明指，在2012年6月26日有傳媒報道4號屋可能有「僭建工人房」後，屋宇署即日派員視察，「無發現」僭建工人房，但發現原來士多房（已改建成桑拿房）有一幅與圖則不符的磚牆。
- 署方6月27日起4次發信催促業主梁振英及認可人士，要求提供該道牆的構造及建造目的，惟均無回覆，此事屋宇署未曾公布[20]。
- 梁辯稱事件進入司法程序所以沒有回覆屋宇署。屋宇署在6月27日首次發信質問梁振英，而何俊仁到7月5日才提出選舉呈請。
- 梁振英在12月10日的行政長官答問會指：「我從來都沒有隱瞞過，說那些僭建物，是還是不是我做的，而是我把事實清清楚楚說出來，由六月下旬到現在都是這樣。」[12]

#### 知否要向屋宇署申報
- 根據2010年12月31日實施的「小型工程監管制度」，小型工程無須事先獲得屋宇署批准，唯須於完工後14日內向屋宇署呈交完工證明書。而開展大型的建築工程需事先獲得屋宇署批准圖則及書面同意[21]。
- 在11月23日的聲明第8頁，梁振英指自己「主動入則申請作改建加建」；包括「極小型的改動」：建築在地面上的金魚池、小廁所牆身加開一扇窗、將車位的石屎牆改為玻璃牆等[11]。
- 梁於11月26日晚稱，沒有就地下室封牆工程向屋宇署申報，認為因為工程屬小型，不知道要申報[22]。
- now寬頻電視翻查發展商向屋宇署提交的建造圖則時，發現士多房外圍原本都屬於鋼筋混凝土結構牆，300多呎僭建地下室是拆去結構牆、挖走山坡的泥來擴建的，但就沒有了結構牆的支撐。有測量師指，鑿開結構牆有存在危險，用磚牆來補救，做法亦不符合樓宇安全規定，而且改動涉及結構安全，無可能不向屋宇署申請[23]，此前屋宇署沒有提及結構牆被拆[24]。

#### 應否刑事調查
- 對於事件中有沒有人未經批准開展工程，有否違例，屋宇署指，一貫政策是要求業主盡快糾正違規情況，不會隨便就是否有人違反《建築物條例》進行刑事調查。
- 公共專業聯盟政策發言人、專業土木工程師黎廣德指，僭建有機會影響擋土牆的水位，「密室可能已有滲水情況，也因此影響山泥傾瀉的穩定性」，足以對公眾安全帶來危險，認為屋宇署有必要展開刑事調查[25]。
- 黎廣德指，如果該地下室在入伙前已建造，發展商巧盛發展董事劉耀柱以及裕熙園建築師嚴迅奇必須交代建築物與向屋宇署提交的圖則為何不同。如果是梁入伙後才開展，因為有關工程影響樓宇結構，非《建築物條例》容許的「小型工程」，而梁也沒有入則申請屋宇署署長的批准，可能違反《建築物條例》第14條[25]。
- 2012年2月，屋宇署對唐英年大宅僭建展開刑事調查的理據為「因應近日傳媒報道約道七號屬僭建物的地庫，可能是在該房屋於2007年獲發入伙紙之前已預備興建」[25]。

#### 是否「第一次」處理僭建
- 梁振英於11月26日晚解釋沒有向屋宇署申請或通報，是因為他是「第一次」處理僭建，認為工程小，不知道要通知屋宇署[26]。
- 不過，梁振英赤柱舊居2000年底被報章揭發有僭建，其後梁振英獲批准圖則完成改建工程[27]。

### 誰興建木花棚
- 梁振英稱遷入大宅時已有木花棚，後來木花棚被白蟻蛀蝕而拆掉，隨之更換了一玻璃棚。
- 但《明報》翻查地政總署從高空拍攝所得的圖片檔案顯示，木花棚於2000年9月（即收樓後3個月）仍未出現，反映該僭建不是收樓前已存在。[4]
- 2012年6月29日，發展商劉耀柱接受香港商業電台訪問時被問到轉售大宅給梁振英前，有否僭建木花棚，他不肯正面回答﹕「如果我答有，我騙你」；暗示僭建的木花棚是他將屋賣給梁振英之後才出現。[6][7]（劉於同一訪問承認修建地下室和大閘。）
- 羅范椒芬接受《新報》訪問時引述梁太唐青儀指，木花棚是他們興建的；羅范相信梁振英「潛意識以為自己沒僭建」，認為梁是「記憶錯誤」[28]。
- 梁振英11月發聲明稱，「現經參考土地測量師的報，證實我當時記錯。我當時將4號及5號屋混淆，因為上手業主留下的花架，可能是在4號屋，而5號屋並沒有上手業主留下的花架。」[11]
- 但在同一份聲明梁振英稱，「不論上手業主有沒有留下木花架，我在買入後曾在4及5號屋各搭建一個木花架。」[11]

### 「放棄追究僭建」條款
- 在簽正式合約前三日，賣家突然改條款，加入「如果有僭建物亦必須成交」（if any），梁振英在其代表律師胡關李羅律師行的反對之下，決定簽買賣合約，梁相信「不一定有僭建」[11]。
- 根據梁振英和發展商的買賣協議，有條款列明梁振英簽約前，已經徵詢律師及測量師等專業人士，買家同意放棄追究大宅有否僭建等的權利。當買家簽名之後，即使發現物業有違例，都不可以「踢契」，向賣方追討賠償或要求減價；明顯與彼鄰1、2及3號屋的買賣合約有分別。律師伍家賢、黃國桐和余若薇分別指出這條條款通常由賣家提出，已找了專業人士驗樓，意味買賣雙方應該「一早知道」房屋有僭建。[9][29][30]
- 買賣雙方代理均為梁振英測量師行有限公司[11]。

### 有否檢查沒僭建
- 梁振英堅稱曾委託兩名律師及一名建築師檢查大宅後認為沒有僭建，但至今拒絕透露是誰替他檢查大宅。而屋宇署未有收過檢驗申報。根據2000年，大宅加建通道上蓋和改建樓梯的圖則，上面印着梁振英擔任主席的「戴德梁行」標誌[23]。
- 2013年1月24日，陽光時務週刊刊登出在特首選舉中支持梁振英參選的全國政協委員劉夢熊的訪問。劉夢熊爆料，梁振英所指曾找過兩名專業人員及一名律師到大宅檢查並沒有發現僭建問題的說法「絕對是子虛烏有」。劉指，當時曾親自致電時任梁振英競選辦公室主席的張震遠尋求協助梁，但張回應指梁的說法並不真確，根本沒有所謂「兩名專業人士和一個律師」。劉批評梁的說法是「作故事，涉及誠信問題，等如欺騙市民、欺騙中央」。[31]行政會議成員張震遠在同日發表聲明，表示周刊引述的指控與事實不符。[32]翌日下午，劉夢熊再次發表聲明，強調自己的說法千真萬確，並表示願意和梁振英一同接受測謊機的測試；假如自己未能通過測試，便會由香港國際金融中心二期跳下，「以一死謝天下」。[33]

### 產業測量師能否辨別僭建
- 梁振英指其專業是產業測量師，並非建築測量師，所以不知道大宅有僭建。
- 2012年6月25日，香港測量師學會發表聲明，指建築測量師能正確辨別違例建築物；其他組別的測量師對於《建築物條例（页面存档备份，存于）》的理解及認識未必需如同建築測量師相等深入。[34]
- 根據測量師註冊管理局資料，產業測量師有可能需要服務的條例包括《建築物條例》[35]。
- 有產業測量師表示，產業測量師必須知道合法及非法建築的面積，否則根本不能估價；「假設你將所有僭建範圍都計算在內，銀行又根據你的估價進行貸款，之後才發現那些部分根本違法，問題的嚴重性可想而知。」[36]
- 梁振英曾批評僭建，「樓宇管理系統的建立是過去十年來地產界裏面另一個看不見的進步。過去，香港的新樓不錯是大批大批的建，但也很快地整批整批地變得髒亂不堪……公共地方如果不是被霸佔僭建，就是堆放廢物的無人地帶。」[37]
- 鍾祖康指，梁在1995至96年出任香港測量師學會長時，其中一項重點工作就是向政府提出僭建物法例的建議。[38]

### 是否一手樓
- 明報據土地註冊處紀錄查出，梁是從巧盛發展有限公司買入該物業[39]；因符合「首次由發展商買入單位的登記業主」的定義，所以梁振英在法律上是一手業主[40]。
- 梁表示，大宅於1999年買入，2000年入契，之前應該有人住過，僭建(被揭發的僭建)是上手留下來的，他記得「睇樓」時，見到一間睡房貼滿Hello Kitty公仔[41]。之前由劉姓發展商自住。

### 其他
- 地下室內洗手間的食水管及污水渠，懷疑涉及未有向水務署及渠務署申請的非法接駁。
- 公契上列明，如游泳池、陽台、花園及行車通道等公共設施，可能被僭建的大閘所分隔，而被據為己有。[42]不過蘋果報人不解此等設施原是私人產業，可以轉售。律師信證明非僭建。

## 欠交款項
有估計，如果政府追討梁振英遷入以來13年的欠交差餉，款額達44.6萬元。由於梁宅已建樓面面積已接近地段的樓面總面積限制，如需補地價，僭建空間的樓面價值可達4,035萬元。

## 各界意見

### 梁振英的回應
梁振英曾數度作出回應，認為「買入大宅時，僭建已經存在」，未曾察覺是「無心之失」，並表示「我對我自己也很失望」，事件存在「嚴重疏忽」，希望日後政績可以將功補過。

### 泛民主派的回應

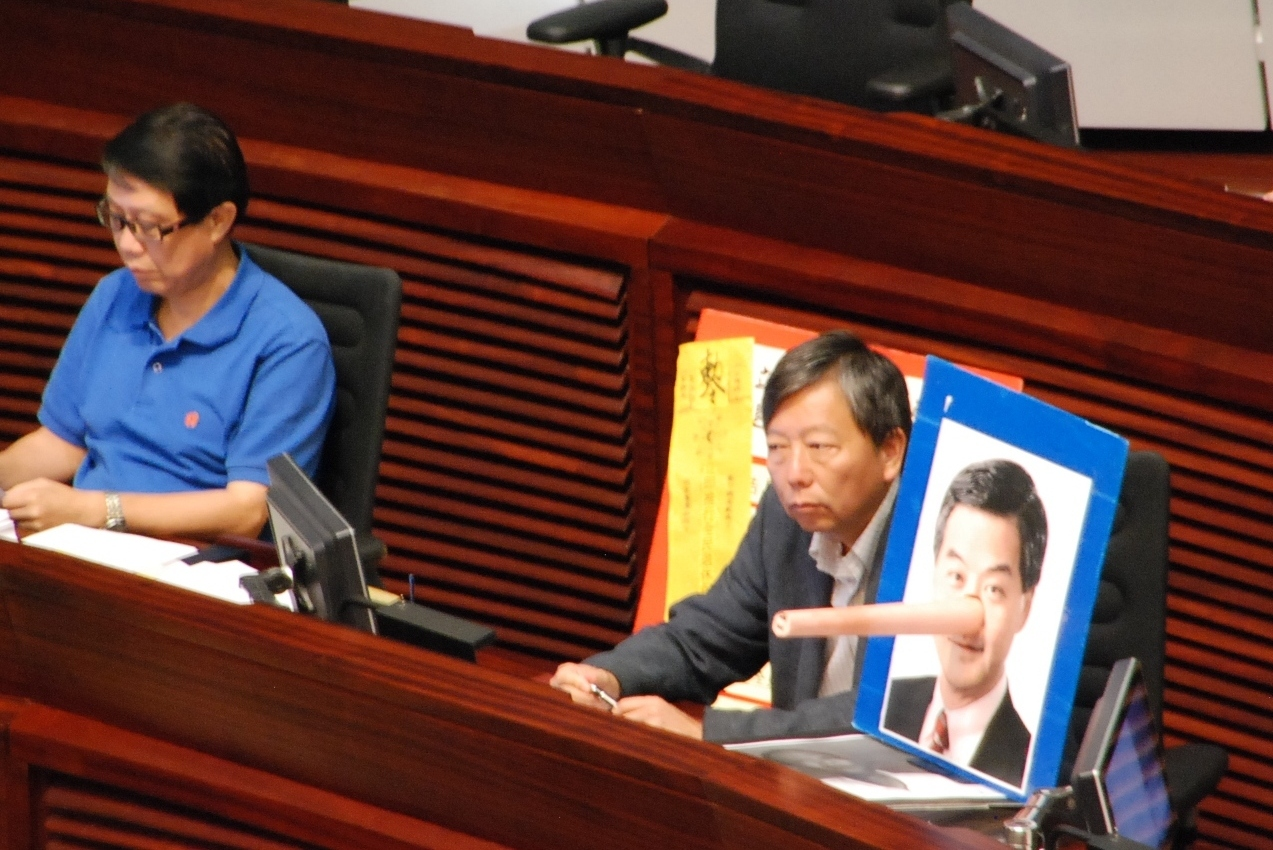
由於僭建風波的關係，梁振英在出席立法會答問大會上被李卓人等議員質疑梁缺乏誠信

- 民主黨：單仲偕批評梁振英，在被揭發後火速清拆僭建物，質疑目的是否要「毀屍滅跡」，指出此舉可能會妨礙廉政公署或立法會日後立案的調查。[46]李永達批評梁振英身為測量師無可能不知悉大宅有非法僭建物，指他存心欺騙公眾；加上年初選舉時，梁振英曾對唐英年（2千多呎）僭建風波大力抨擊，如今卻嚴人寬己。[3]何俊仁表示，民主黨的律師團隊正在搜集資料，研究梁振英在競選期間，曾否作出一些聲明或陳述，向市民傳遞錯誤訊息，令人以為他的住所內沒有違建物，作為向法庭提出選舉呈請的法律理據。[47]何批評事件重點已非僭建問題，而是梁振英不停，形容已發展至「水門事件」翻版，梁應就職後立即辭職。[48]
- 工黨：主席李卓人認為梁振英謊話連篇，身為專業人士卻推說不知道有僭建，其解釋難以令人信服，建議向他提出不信任動議。[49]
- 公民黨：陳淑莊指梁振英又重施故技，以「不記得、不知道、不清楚」意圖含混過關。[50]余若薇批評事件已影響香港形象，她認為梁振英是以「謊言掩蓋」方式處理，公民黨不排除會提出不信任動議，甚至彈劾。[48]黨魁梁家傑更認為梁不適宜做特首。[51]
- 人民力量6月25日到北角廉政公署總部，抗議僭建特首梁振英違反選舉條例，要求廉署依法辦事。[52]

### 建制派的回應
- 民建聯劉江華認為梁振英已於事件中汲取教訓及道歉，不會對梁提不信任動議。[53]李慧琼指梁振英當日評競選對手唐英年僭建是「誠信問題」，如今他自己僭建卻是「無心之失」，問梁是否寬己嚴人、雙重標準。[54]葉國謙認為無需要引用權力及特權法查梁僭建。[55]蔣麗芸在2013年1月9日立法會辯論啟動首個《彈劾特首動議》時，力撐梁振英不知道家裏有僭建物：「很多男人連自己結婚紀念日都不記得啦，何況個花棚！」被工黨李卓人揶揄「愛情是盲目的」。[56]
- 選舉時力撐梁振英的前全國政協委員劉夢熊認為，梁振英指寓所僭建是無心之失的說法不能接受[57]。其後，劉夢熊認為梁振英如同男人心急入錯女廁，屬無心之失。[58]其後劉夢熊在2013年1月接受《陽光時務週刊》專訪大爆競選黑幕及與梁振英翻臉過程，指梁振英買山頂大宅時請律師和專業人士檢查僭建純屬虛構。[59]
- 前行政長官董建華完全相信梁振英就「無心之失」的解釋。[60]
- 前梁振英競選辦主任、行政會議成員羅范椒芬認為梁應承認僭建是嚴重疏忽、認知失誤及記憶錯誤[28]。
- 工業界立法會議員林大輝被問及梁振英的誠信有否問題時指：「以一個小人同一個君子對誠信的標準是不一樣，一個賊同一個慈善家對誠信標準也亦都不一樣」[15]。

### 政府回應
- 屋宇署已經向梁振英發出勸喻信，要求在限期內清拆所有僭建物；否則會向他發出法定清拆命令。[61][62][63][64][65][66]

### 惡搞
- 香港電台頭條新聞節目，以《陰戰》為主題諷刺事件[67][68]。
- 網民質疑梁振英身為產業測量師仍未能作出專業及準確的判斷，揶揄他是「橙葉測量師」（「橙葉」乃「產業」的粵語諧音）。

## 相关
在2012年行政長官選舉辯論中，梁振英批評唐英年：「你僭建問題，不是單純的僭建問題，而是公開地向市民撒謊，隱瞞你的僭建問題，直到有傳媒圖文並茂地刊登，你才出來老老實實承認，你隱瞞僭建這個事實。」。事實證明梁振英指責唐英年的同時，自己亦犯了同樣的錯誤，但是在選舉之時卻隻字不提。